# Nungua
Nungua ist eine Stadt in der Greater Accra Region von Ghana in der Nähe der Stadt Accra an der Verbindungsstraße zwischen Tema und Accra. Die Stadt gehört zum Ledzokuku-Krowor Municipal District. In der Nähe von Nungua liegt auch die Stadt Teshie mit der alten Sklavenburg Fort Augustaborg und der weiße Sandstrand Coco-Beach.

## Bevölkerung
Die Stadt hatte 2010 eine Bevölkerungszahl von 67.699 Einwohnern.
Die Einwohner von Nungua zählen sich hauptsächlich zur Bevölkerungsgruppe Ga.

## Nachweise
1. ↑  Ghana Statistical Service, 2010 Population and Housing Census, District Report: Ledzokuku Krowor Municipality, S. 66 (Memento des Originals vom 19. Februar 2018 im Internet Archive)  Info: Der Archivlink wurde automatisch eingesetzt und noch nicht geprüft. Bitte prüfe Original- und Archivlink gemäß Anleitung und entferne dann diesen Hinweis. (englisch), abgerufen am 1. Februar 2018